# Carl Crafoord
Carl Otto Leonard Crafoord, född 28 januari 1824 i Åsheda församling, Kronobergs län, död 8 januari 1896 i Karlskrona, Blekinge län (folkbokförd i Lösens församling, Blekinge län), var en svensk jurist  och politiker.
Crafoord blev student vid Lunds universitet 1843 och avlade examen till rättegångsverken 1848. Han blev auskultant i Skånska hovrätten sistnämnda år, vice häradshövding 1852, amanuens i Skånska hovrätten samma år, konstituerad notarie där 1858 och notarie 1861. Crafoord var tillförordnad häradshövding i Luggude domsaga i Malmöhus län 1857–1868 och häradshövding i Östra härads domsaga i Blekinge län från 1869. Han var ledamot av ridderskapet och adeln 1853–1854 och ledamot av riksdagens andra kammare för Östra härads domsagas valkrets 1890.
Han var son till Gustaf Adolf (1795–1844) och Carolina Christina (f. Sjöstedt) (1801–1878), gift med Malin Kahl (1833–1906) samt far till Malin Gyllenstierna.